# توماس لارسون
توماس لارسون هو عازف قيثارة سويدي، ولد في 1964.